# تفجير خان بني سعد
في يوم الجمعة 16 يوليو 2015م، وقع تفجير إرهابي في أحد الأسواق الشعبيَّة في مدينة خان بني سعد ذات الغالبيَّة الشيعيَّة الواقعة في محافظة ديالى، التي تقع على بعد 30 كم شمال شرق بغداد. استغل منفذو العملية اكتظاظ السوق بالسكان لأجل شراء حاجيات العيد الذي كان يُصادف يوم السبت بالنسبة للمسلمين الشيعة، فنتج عن التفجير أكثر من 120 قتيلا و116 جريحًا. أعلن تنظيم داعش مسؤوليَّته عن التفجير، وأطلق على المُنفِّذ اسم أبو رقية الأنصاري. وأعلنت محافظة ديالى الحداد لثلاثة أيام على ضحايا التفجير وإلغاء احتفاليَّات العيد.
كانت المُتفجِّرات التي تزن حوالي 3 أطنان مخفاة بين بضائع في شاحنة. ومن شدة الانفجار، تطايرت أشلاء أجساد بعض القتلى إلى أسطح المباني القريبة من السوق،وتم انتشالها، وقد أدى التفجير إلى أقالة الحكومة العراقية لمدير شرطة ناحية خان بني سعد وثلاثة من الضباط، وأمر وزير الداخلية بتوقيف عدد آخر من الضباط والمنتسبين على خلفية الهجوم ذاته.
تنظيم داعش المُتطرِّف كان يُسيطر على أجزاء من محافظة ديالى التي تقع فيها المدينة، إلا أن القوات العراقية تمكَّنت من استعادتها بمساعدة الحشد الشعبي ومقاتلي العشائر السنية.